# Барби представя: Малечка-Палечка
"Барби представя: Малечка Палечка" (на английски: Barbie presents: Thumbelina) американски анимационен филм от 2009 г. Това е единайсeтия филм от поредицата Барби. Филмът излиза на DVD през 17 март 2009 г. Той е базиран на книгата „Палечка“ от Ханс Кристиян Андерсен. В тази поредица на Барби се разкрива тайната на дребосъците. Малечка Палечка също е една от тях. Един ден хора решават да строят фабрика на поляната, където живеят дребосъците, но Палечка е твърдо решена да ги спре.

## Синхронен дублаж

### Озвучаващи артисти
| Роля           | Изпълнител          |
| -------------- | ------------------- |
| Барби          | Христина Ибришимова |
| Палечка        | Нели Шишева         |
| Макена         | Нона Каменова       |
| Джанеса        | Йорданка Илова      |
| Грисела        | Росица Александрова |
| Вайелет/Емма   | Десислава Знаменова |
| Еван/Рик/Лукас | Александър Воронов  |
| Ванеса/Карла   | Ирина Маринова      |
| Мирон          | Христо Узунов       |
| Рик            | Стефан Сърчаджиев   |

### Екип
| Обработка           | Арс Диджитал Студио      |
| ------------------- | ------------------------ |
| Преводач            | Босила Дончева           |
| Режисьор на дублажа | Богдан Богданов          |
| Мишунг              | Благомир Алексиев – Миро |